# أطلنطيات
الأطلنطيات (الاسم العلمي: Atlantidae)، فصيلة حلزونات بحرية من الرخويات بطنيات القدم.
وفقًا لتصنيف بطنيات القدم (Bouchet & Rocroi, 2005) لا تحوي أي فُصيلات.